# Carla Pandolfi
Carla Pandolfi (Leones, Argentína, 1982. március 9. –) argentin színésznő. 
A Luxstar: nace una estrella televíziós vetélkedő nyertese. Színházi szerepekben és tévésorozatokban is játszik. 2013 óta szerepel a Violetta tévésorozatban.

## Szerepei

### Mozi
- Los carros rebeldes (Lázadó autók), dokumentumfilm (1998)
- Costo Argentino, dokumentumfilm (2004)
- Erreway: 4 caminos, rendezte Ezequiel Crupnicoff (2004)
- Un año sin amor, rendezte Anahí Berneri (2005)

- Todos los días un poco, rendezte Pedro Wallace (2006)
- Luna en Leo, rendezte Juan Pablo Martínez (2011)
- A quién llamarías, rendezte Martin Viaggio (2013)
- Forajidos de la Patagonia, rendezte Damián Leibovich (2013)

### Színház
- Y a otra cosa Mariposa, rendező Susana Molina (2003)
- Las de Barranco, rendező Norma Maldonado (2005)
- Pijamas, rendező Carlos Paz (2006-2007)
- Feliz Cumpleaños Destino, rendezte Maxi Sarramone, Jorge Luis Suckdorf (2007)

- De Antemano, rendező Enrique Federman (2009)
- Baraka, rendező Javier Daulte (2010)
- 0800 - Call Center, rendező Maximiliano Sarramone (2011-2013)
- Rain Man, rendező Alejandra Ciurlanti (2012)

### Televízió
- Luxstar: nace una estrella TV-műsor (2003)
- Piel naranja... años después tv-sorozat (2004)
- Los Machos de América tv-sorozat (2004)
- Casados con Hijos tv-sorozat (2005)
- 1/2 falta tv-sorozat (2005)
- Un cortado, historias de café tv-sorozat (2006)
- Comunidad Roller TV-műsor (2006)

- Amas de casa desesperadas tv-sorozat (2006)
- Niní tv-sorozat (2009)
- Ciega a citas tv-sorozat (2009)
- Un año para recordar tv-sorozat (2011)
- La Nada blanca tv-sorozat (2012)
- Sos mi hombre tv-sorozat (2012)
- Violetta tv-sorozat (2013-2014) – Esmeralda – Kiss Virág